# Alex Raymond
Alexander Gillespie Raymond (født 2. oktober 1909, død 6. september 1956). Amerikansk tegneserieskaber bag flere kendte dagstriber:
- Jens Lyn (Flash Gordon, 1934)
- Jungle Jim (1934)
- Agent X9/Agent Corrigan (1934, i samarbejde med Dashiell Hammet)
- Rip Kirby (1946)

Flere af Alex Raymonds striber er blevet filmatiseret.